# Дача Марецкой
Дача Марецкой (городская библиотека имени А. И. Куприна) — одно из самых выразительных сооружений на набережной Балаклавы. Здание было построено в начале XX века в эклектическом стиле, с использованием мотивов испанского ренессанса. Здание в плане четырёхугольное, одноэтажное, с выступающим ризалитом в виде полукруглой башни, которая увенчана двумя ярусами карнизов. Башня украшена скульптурами граций в нишах.

## История
Дача была построена в начале XX век, когда набережная Балаклавы превращалась в настоящий архитектурный эклектичный музей. В 1920-х годах здание было национализировано, оно пережило Оборону Севастополя, но начало ветшать. В нём была расположена местная поликлиника, которая получила новое помещение в 1963 году. В 1986 году в здании создается библиотека, которую возглавляет Нина Дмитриевна Коновалова, под чьим руководством дом ремонтируется. Несмотря на её работу, дача теряет скульптуры, которые были перевезены в кинотеатр «Родина». В 1971 году Балаклавская библиотека превращается в филиал Севастопольской центральной городской библиотеки имени Л. Н. Толстого № 21, со временем переименовывается в честь Александра Ивановича Куприна. Писатель упоминал Балаклаву в своих рассказах.
Считается, что дача Мерецкой несколько напоминает особняк Арсения Морозова в Москве (архитектор Виктор Мазырин).
Капитальная реставрация была проведена в 2004 году. Дача является памятником истории.

## Архитектура
Одноэтажное здание имеет асимметричный фасад. Оно отделено от остальной набережной небольшим зелёным цветником и является чёткой архитектурной доминантой. Главный фасад построен в классическом стиле. Центральный вход украшен спрятанными за белыми балясинами балюстрадами двускатным лестничным маршем. Он усилен башней в английском стиле, что образует полукруглую ротонду с зубчатой крышей. Главной архитектурной особенностью дачи являются статуи граций, чьи попытки скрыть обнажённость мастерски запечатлены в камне. Арочные ниши статуй долгое время оставались пустыми, и нынешние скульптуры являются лишь репликами.

### Галерея

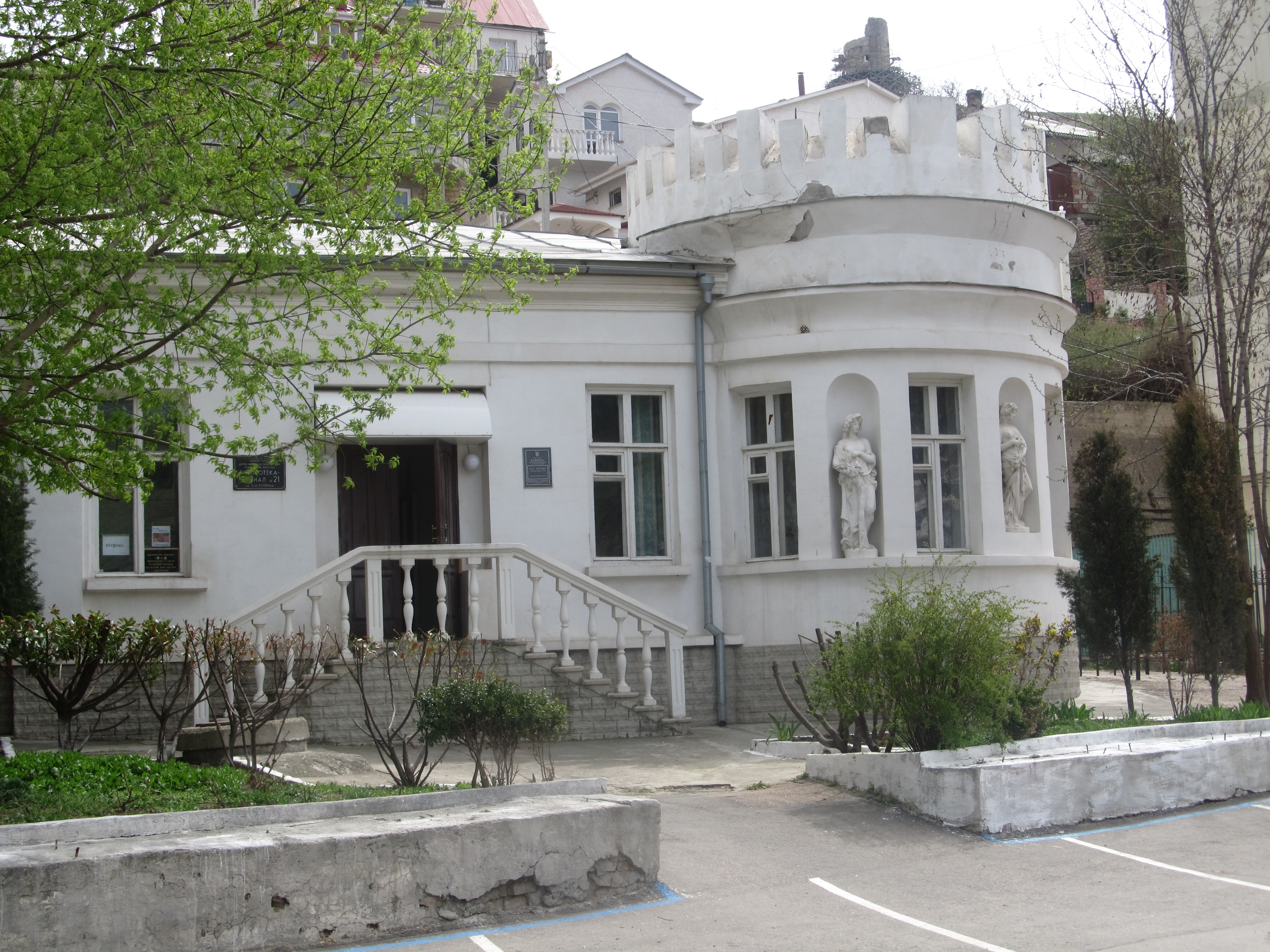
Фасад дачи
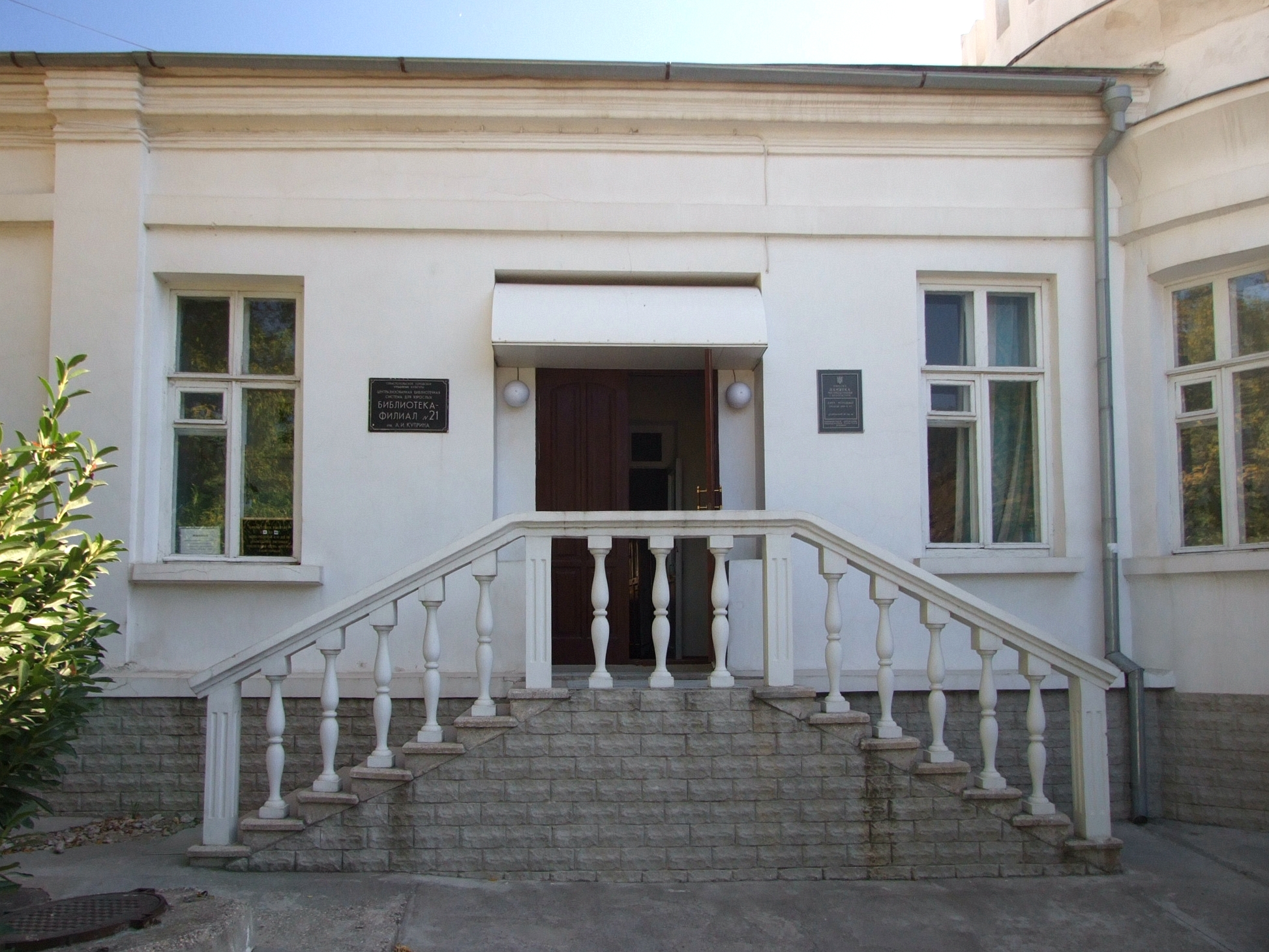
Таблички на фасаде здания
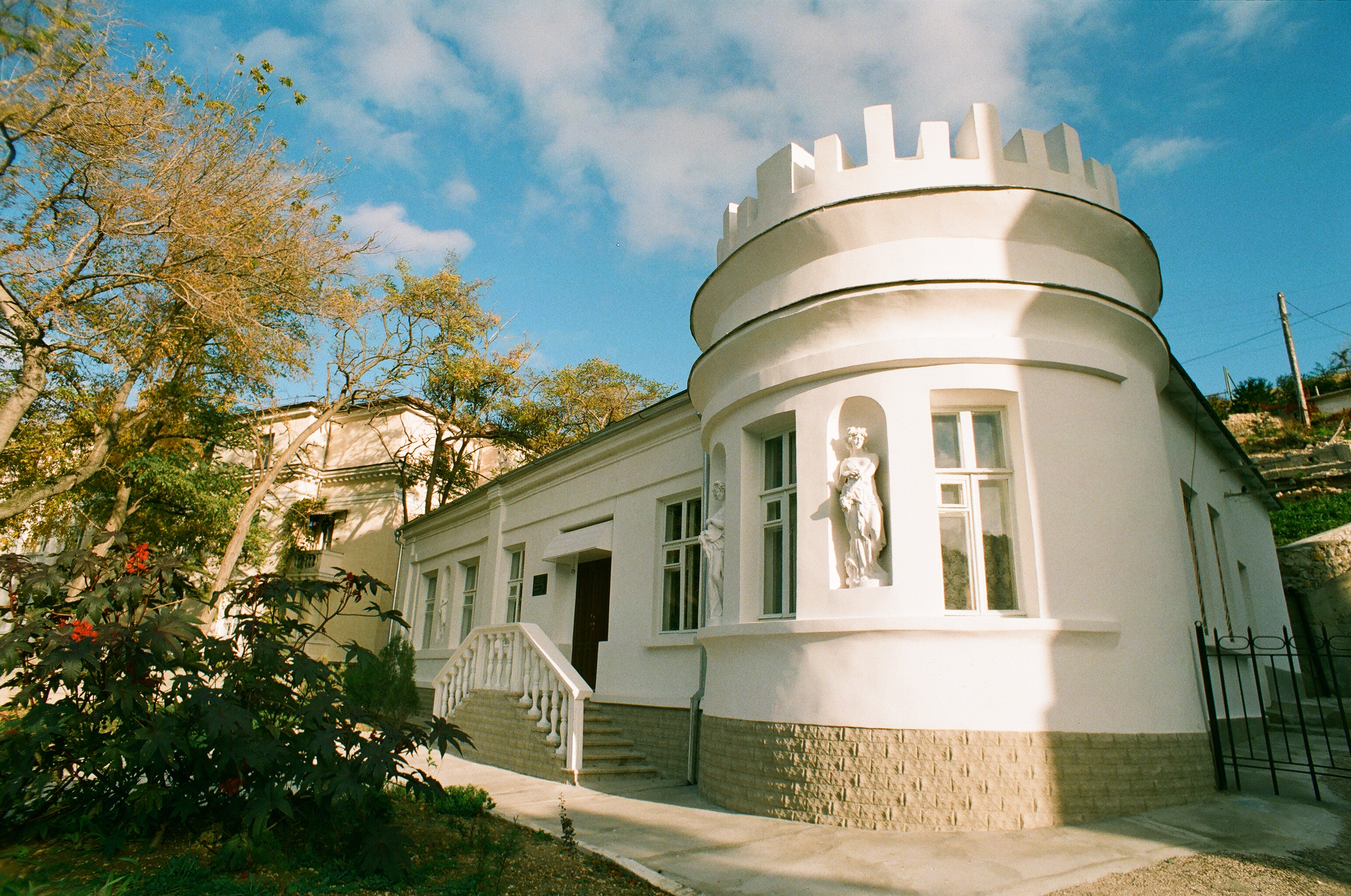
Ротонда
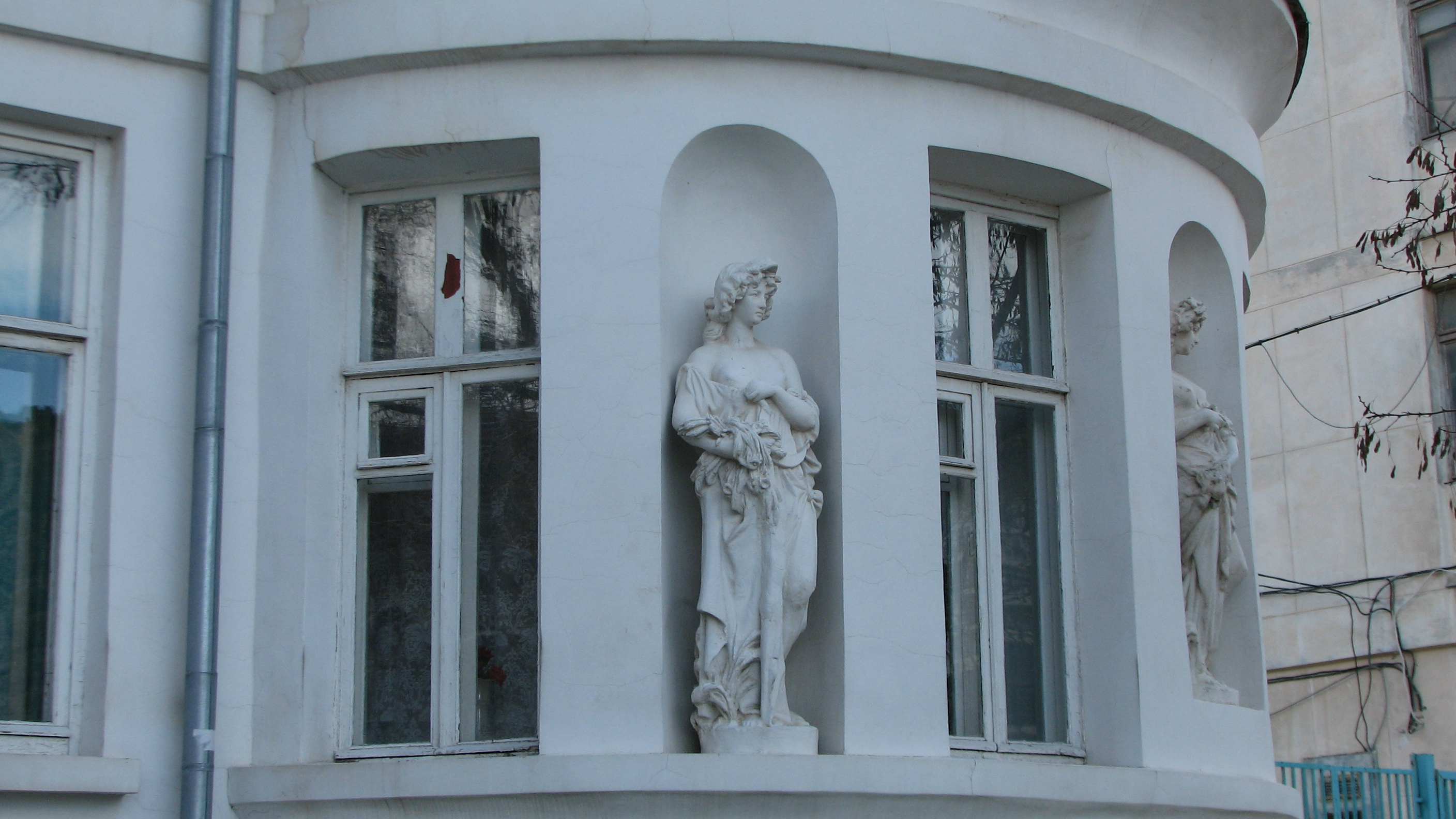
Скульптуры в ротонде